# رود یوان
رود یوان رودی است که به دریاچه دونگتیگ می‌ریزد. این رود از کشور چین می‌گذرد.